# Hladnik-Steg
Der Hladnik-Steg (Slowenisch: Hladnikova brv na Špici) ist eine im Herbst 2009 eröffnete Fußgänger- und Fahrradbrücke über den Gruberkanal in Ljubljana, der Hauptstadt Sloweniens. Er verbindet den Špica-Park an der südliche Spitze des Stadtbezirks Center mit Botanischen Garten der Universität im Stadtbezirk Rudnik.
Benannt ist er nach dem Begründer des Botanischen Gartens, dem slowenischen Lehrer und Botaniker Franz Hladnik (1773 bis 1844).

## Beschreibung
Die Brücke ist ein leichtes, dreidimensionales Doppelbogen-Stabtragwerk mit offenem Dreiecksquerschnitt und einer Spannweite von 38 m. Sie hat nur minimale Fundamente, die auf Pfählen ruhen, sodass die Uferpromenade nicht beschädigt wurde. In einem leichten Bogen wird eine Lauffläche in das tragende Profil eingebracht. Da die Konstruktion des Bogens schneller ansteigt als der Gehweg, verengt sich die Verkehrsfläche zur Mitte hin und weitet sich zum Ufer hin (von 3,5 m in der Mitte auf 4,5 m am Ufer). In die Lauffläche ist eine Fußbodenheizung eingebaut. Die Beleuchtung der Brücke erfolgt mit LED-Lampen.

## Špica-Park

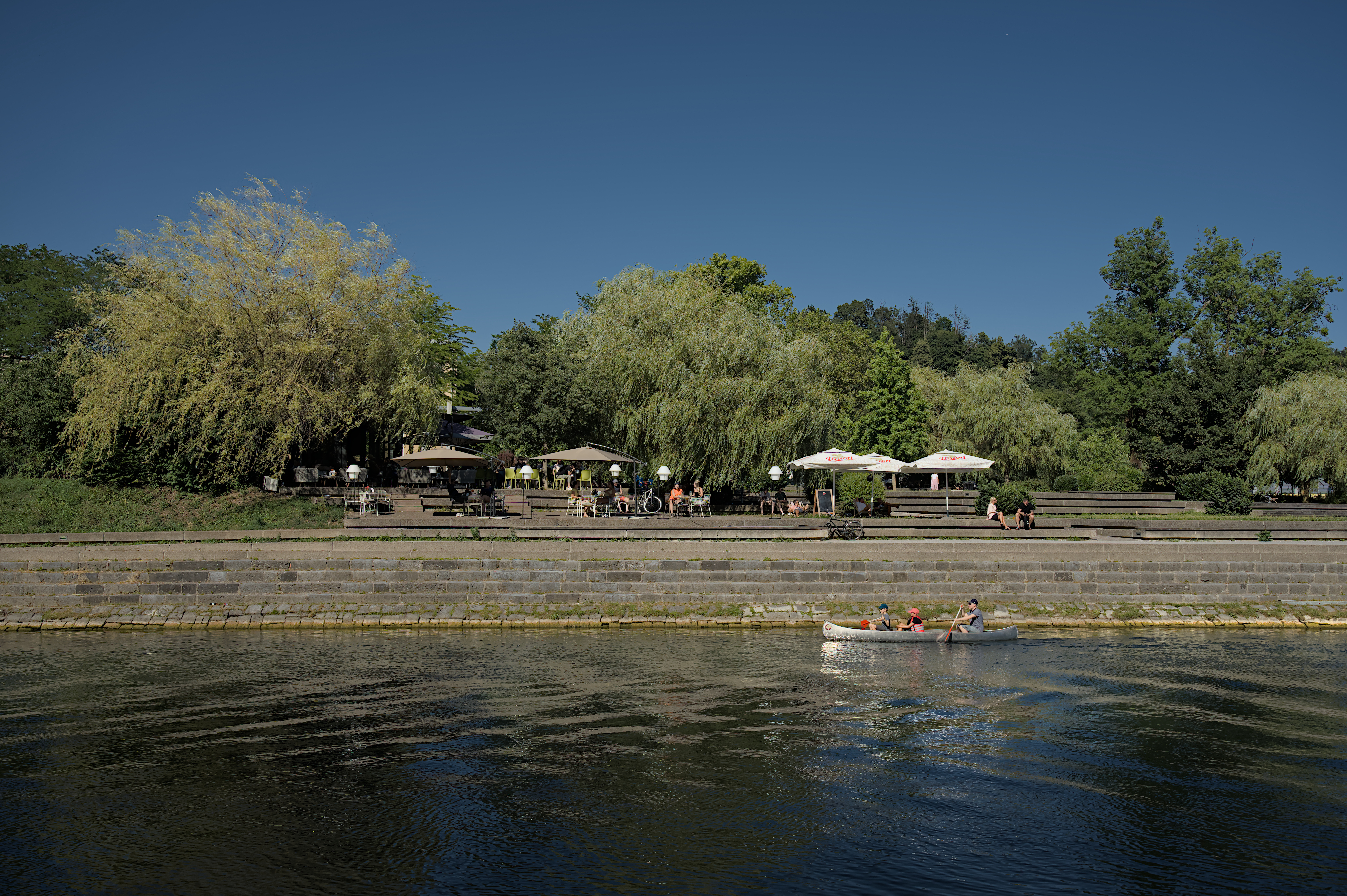
Ufer des Gruberkanals beim Hladnik-Steg

Der zuvor heruntergekommene Uferbereich an der Südspitze des Stadtzentrums im Bereich Špica und entlang des Gruberkanals wurde als Stadtpark angelegt – mit Grünflächen, neuer Pflasterung und Beleuchtung sowie Sitzmöglichkeiten auf einer langgezogenen Ufertreppe. Die gesamte Fläche wird für Freiluftausstellungen und als Auditorium für verschiedene Veranstaltungen genutzt.